# إلينا لانغر
إلينا لانغر (بالإنجليزية: Elena Langer)‏ هي ملحنة بريطانية، ولدت في 8 ديسمبر 1974.

## وصلات خارجية
- إلينا لانغر على موقع ميوزك برينز (الإنجليزية)
- إلينا لانغر على موقع أول ميوزيك (الإنجليزية)
- إلينا لانغر على موقع ديسكوغز (الإنجليزية)